# Gustav Schwab
Pour les articles homonymes, voir Schwab.
Ne doit pas être confondu avec Günther Schwab.
Gustav Benjamin Schwab (19 juin 1792 – 4 novembre 1850) est un écrivain allemand, un éditeur et également un pasteur.

## Biographie
Gustav Schwab est né à Stuttgart d’un père professeur, raison pour laquelle il est très tôt initié aux humanités. Après avoir suivi les cours de l'école illustre, il étudie à l’université Eberhard Karl de Tübingen, logeant au Tübinger Stift, et passe deux ans à étudier la philologie et la philosophie, avant de se consacrer à la théologie. Alors qu’il est à l’université, il fonde un club littéraire et se lie d’amitié avec Ludwig Uhland, Karl Varnhagen et Justinus Kerner, avec qui il publie une collection de poèmes sous le titre Deutscher Dichterwald.
Au printemps 1813, il effectue un voyage dans l’Allemagne du Nord, où il fait la connaissance de Goethe, Schleiermacher, Rückert, Friedrich de La Motte-Fouqué et Adelbert von Chamisso, parmi d’autres. En 1818, il obtient un poste d’enseignant dans un lycée de Stuttgart, avant, en 1837, d’entamer une carrière pastorale à Gomaringen, près de Tübingen. En 1841, il se réinstalle à Stuttgart, où il officie comme premier pasteur puis, à partir de 1845, comme conseiller d’éducation pour l’enseignement secondaire de Stuttgart. En 1847, il reçoit un doctorat honoraire de l’université dont il avait suivi les cours.
Les mythes et légendes de l’antiquité rassemblés par Schwab dans Sagen des klassischen Altertums, publié entre 1838 et 1840, connaissent une grande diffusion dans les écoles allemandes et influencent beaucoup la vision qu’ont les écoliers allemands de l’antiquité.
Dans ses dernières années, il voyage régulièrement jusqu’à Überlingen am Bodensee pour prendre les eaux. Il meurt dans la ville qui l’a vu naître en 1850.

## Influence
Dans Le Voyage imaginaire écrit en 1931 par Lev Kassil, une contrée imaginaire inventée par les deux protagonistes du récit se nomme Schwambranïa dérivé du nom de Gustav Schwab ,,.

## Œuvre
- Le Cavalier et le Lac de Constance
- Die schönsten Sagen des klassischen Altertums
- Deutscher Dichterwald
- Sagen des klassischen Altertumss (1838-1840)